# Элисабет Гюннарсдоуттир
Элисабет Гюннарсдоуттир (исл. Elísabet Gunnarsdóttir; род. 2 октября 1976, Рейкьявик) — исландский футбольный тренер. Главный тренер женской сборной Бельгии по футболу с 2025 года.

## Тренерская карьера
Начала карьеру тренера в 2002 году в исландском клубе «ИБВ» на архипелаге Вестманнаэйяр.
В 2004—2008 годах тренировала команду клуба «Валюр» из Рейкьявика.

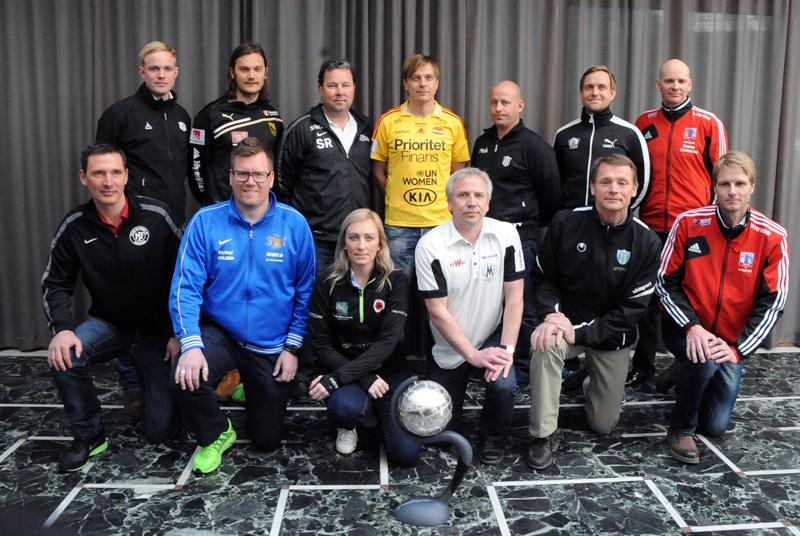
Главные тренеры шведской высшей женской лиги в 2013 году

В 2009 году стала главным тренером шведского «Кристианстада». В 2023 году ушла в отставку.
21 января 2025 года Королевская бельгийская футбольная ассоциация назначила Элисабет Гюннарсдоуттир главным тренером женской сборной Бельгии по футболу. Её контракт рассчитан до лета 2027 года.